# Klaus Lindemann (Autor)

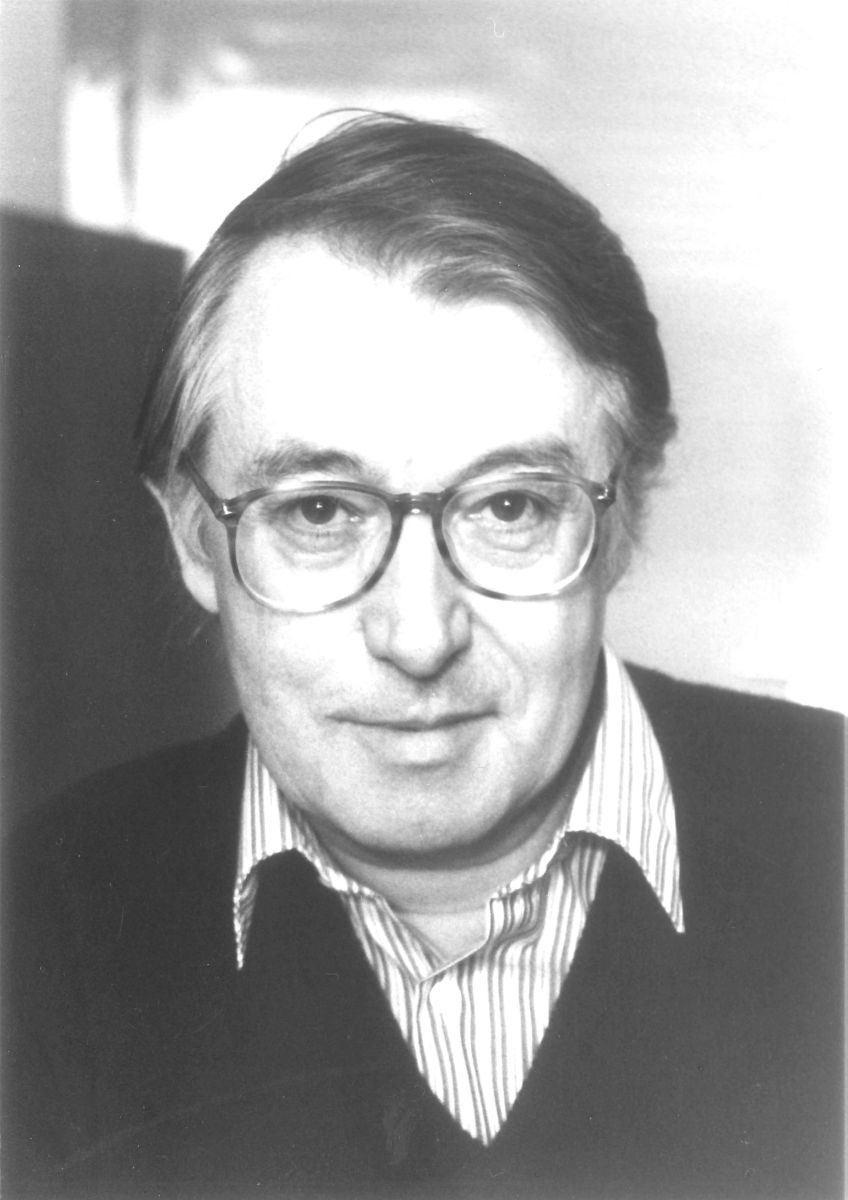
Der Feature-Regisseur und Maler Klaus Lindemann (1930–2004) in einer Porträtaufnahme des Berliner Fotografen Werner Bethsold Ende der 80er Jahre

Klaus Lindemann (* 4. März 1930 in Gütersloh; † 31. Dezember 2004 in Berlin) war ein deutscher Featureautor, Dramaturg und Regisseur.
Im Jahr 1940 siedelte die Familie nach Berlin um. Lindemann studierte von 1945 bis 1953 u. a. bei Karl Schmidt-Rottluff, Friedrich Stabenau und Paul Strecker Malerei an der Staatlichen Hochschule der bildenden Künste in Berlin und wirkte anschließend von 1953 bis 1969 als freiberuflicher Maler. Die Einkünfte für sein materiell bescheidenes Leben erarbeitete sich Klaus Lindemann lange Jahre als Garderobier der legendären Bar Volle Pulle (1950–1972) im Hotel am Steinplatz.
Von 1969 bis 1993 war er als Dramaturg, Autor und Regisseur für die Feature-Abteilung des Senders Freies Berlin tätig. Zwei seiner Radio-Features wurden in Venedig bzw. in Trieste mit dem  Prix Italia ausgezeichnet.
Von seinen über 300 sublimen Radio-Inszenierungen profitierten die Features namhafter Autoren wie Walter Aue, Charlotte Drews-Bernstein, Axel Eggebrecht, Ilona Jeismann, Goetz Kronburger, Horst Krüger, Siegfried Lenz, Regina Leßner, Erdmann Müller, Lea Rosh, Gotthard Schmidt, Ernst Schnabel, Reinhard Schneider, Friedrich Schütze-Quest, Ekkehard Saß und Wolf Jobst Siedler.
Seit 1993 im Ruhestand, lebte und malte er in Wustrow (Mecklenburg) und in einem 1972 erworbenen Bauernhaus am Gardasee in der Lombardei/Italien.

## Werke (Auswahl)
- 1973: Die Berge des Orpheus – Ein Bericht mit stereophonen Originalaufnahmen und Volksmusik aus den bulgarischen Rhodopen (Autor/Regie), Prod.: SFB
- 1975: Kann man Verdi ernst nehmen? Die Entstehung einer Inszenierung (Autor/Regie), Prod.: SFB/BR/NDR, (Prix Italia 1975)
- 1976: Das Dorf über dem See – Berichte von Gestern (Autor/Regie), Prod.: SFB
- 1977: Der Geist der Eule – Hundert Jahre Ullstein – Ein Rückblick von Axel Eggebrecht, Prod.: SFB/NDR/SDR (Regie)
- 1978: Alfred Braun – Ein Leben für den Rundfunk (zs. mit Goetz Kronburger), Prod.: SFB (Co-Autor/Regie)
- 1979: Die Jecken von Kölle (Autor/Regie), Prod.: SFB/NDR
- 1980: Zerreißprobe – Aufzeichnungen zur Debatte um einen künftigen NDR (Autor/Regie), Prod.: SFB
- 1982: Das zerbrochene Haus – Eine Jugend im Dritten Reich (13 Teile) von Horst Krüger, Prod.: SFB (Regie)
- 1983: 1. Mai 1933 – Die Premiere der nationalsozialistischen Rundfunkpropaganda (Autor/Regie), Prod.: SFB
- 1983: Edisons Erben – Die Geschichte der Schallaufzeichnung (Autor/Regie), Prod.: SFB/SR/WDR
- 1984: Ein weites, dunkles Land. Psychiatrie in deutschen Landeskrankenhäusern (Autor/Regie), Prod.: SFB/SDR/NDR, (Prix Italia 1984)
- 1988: Kloster Stift zum Heiligengrabe. Erinnerungen an eine preußische Institution von Dagmar Wahnschaffe, Prod.: SFB/SR (Regie)
- 1991: Ein holdes Liebkerlchen – Epitaph für die Schauspielerin Carola Neher von Rosemarie Zeplin, Prod.: SachsenRadio/SFB 1991 (Regie)
- 1993: Mevlanas Wiederkehr – Tanzende Derwische in der Türkei von Ingo Colbow und Tom Fugmann, Prod.: MDR (Regie)